# Pericoptus truncatus
Pericoptus truncatus är en skalbaggsart som beskrevs av Fabricius 1787. Pericoptus truncatus ingår i släktet Pericoptus och familjen Dynastidae. Inga underarter finns listade i Catalogue of Life.

## Bildgalleri

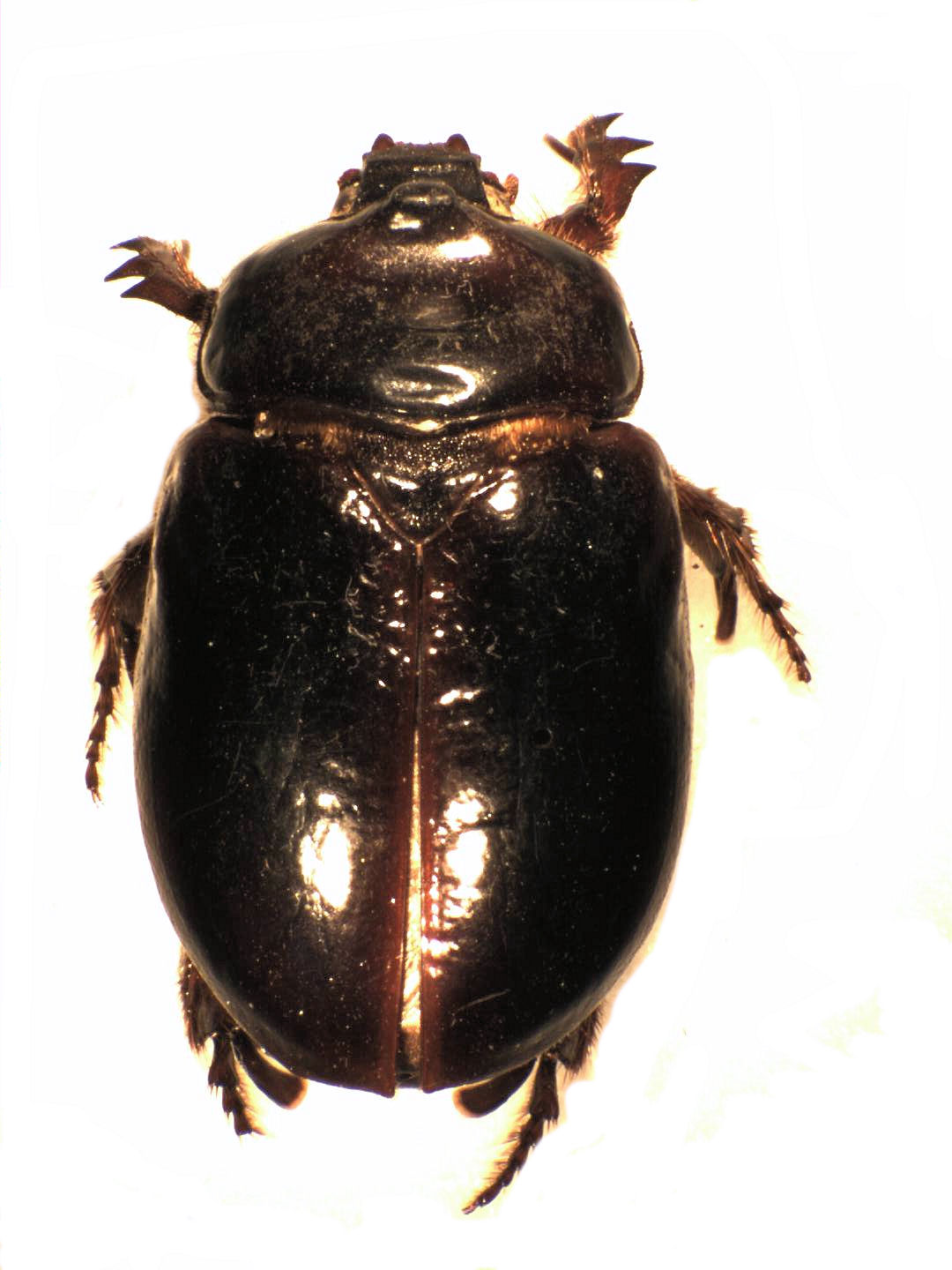
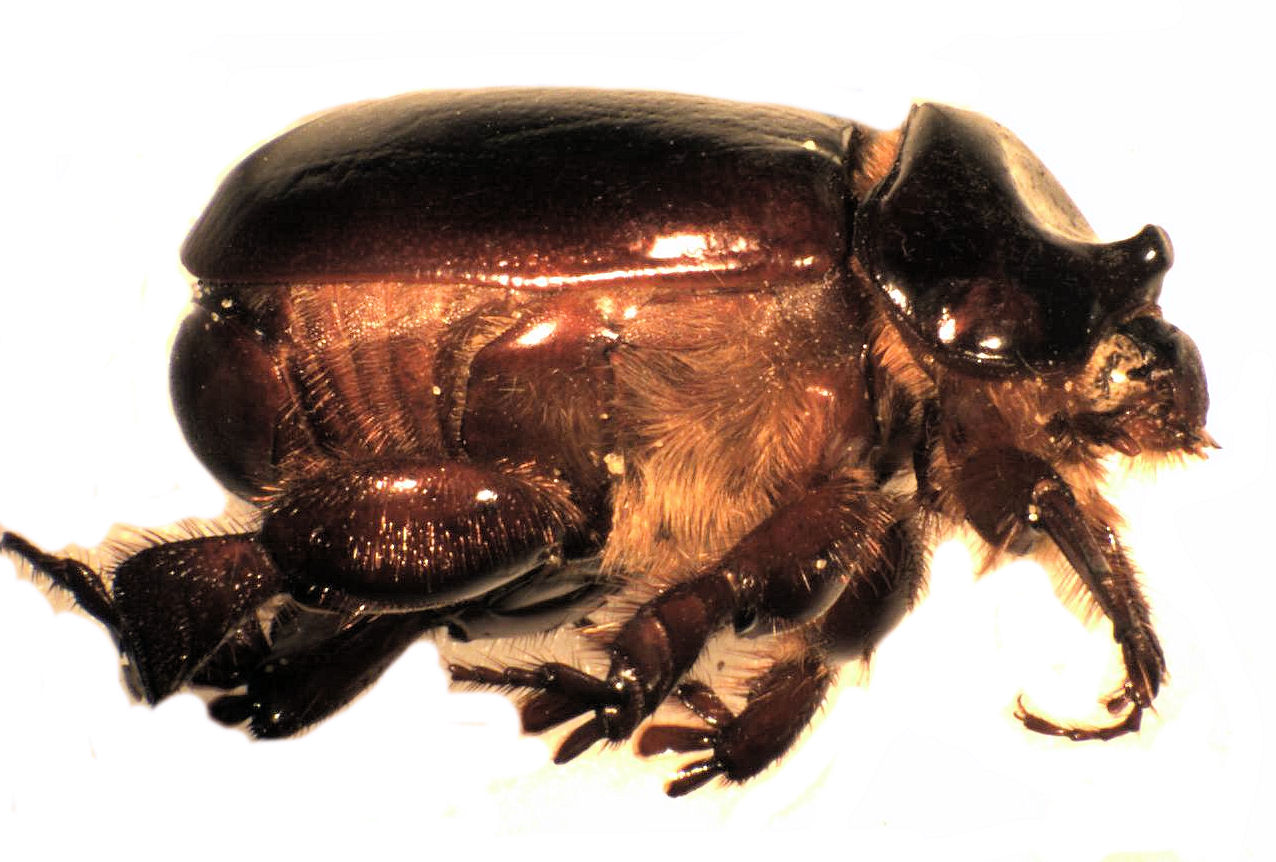